# Ignacio Basaguren
Juan Ignacio Basaguren García (21 de julio de 1944) es un exfutbolista mexicano, que jugaba en el mediocampo. Más conocido como El Fraile, debido a su paso breve por las filas de la orden jesuita. En el mundial de 1970 en México, se consagró como el primer jugador en anotar un gol como sustituto en la historia de la Copa del Mundo. También participó en los Juegos Olímpicos de Verano realizados en México 1968 en donde la Selección de México fue derrotada por Japón y quedo en el 4° lugar.

## Trayectoria
Vistió la camiseta del Atlante Futbol Club durante su carrera en donde fue titular indiscutible de la media cancha de los Potros de Hierro, haciendo compañía con Marcos Rivas El Mugrosito y con José Luis Desachy en aquel equipo de fines de los años 60.
Jugó en la selección de fútbol de México que participó en la Copa Mundial de Fútbol de 1970, en la que anotó un gol a El Salvador a los 83 minutos; fue ahí donde se convirtió en el primer jugador en la historia de la Copa del Mundo en anotar gol como jugador sustituto.
Es ampliamente reconocido como el creador del tiro conocido como "madruguete", jugada de balón parado que consiste en sorprender al portero del equipo contrario, tirando rápidamente sin darle tiempo de siquiera saber que el juego se ha reanudado.
Se retiró de la actividad a la edad de 29 años por situaciones personales en plenitud de facultades físicas y técnicas. Fue contactado por otros equipos pero se mantuvo firme en su retiro profesional.

## Selección nacional

### Participaciones en Juegos Olímpicos
| Torneo                   | Sede   | Resultado    |
| ------------------------ | ------ | ------------ |
| Juegos Olímpicos de 1968 | México | Cuarto lugar |

### Participaciones en Copas del Mundo
| Mundial                        | Sede   | Resultado        |
| ------------------------------ | ------ | ---------------- |
| Copa Mundial de Fútbol de 1970 | México | Cuartos de final |